# Arizonai Egyetem
Az Arizonai Egyetem állami fenntartású oktatási intézmény és egyetem az Egyesült Államokban, melyet 1885-ben alapítottak.

## Tagság
Az egyetem az alábbi szervezeteknek a tagja:
- ORCID
- Digitális Könyvtárak Szövetsége
- Kutatókönyvtárak Szövetsége
- Pac-12 Conference
- Consortium of Social Science Associations
- arXiv
- Big 12 Conference
- Association of American Universities
- Amerikai Főiskolák és Egyetemek Szövetsége
- Amerikai Oktatási Tanács
- Nemzeti Bölcsészettudományi Szövetség
- Open Education Network
- Információhálózati Koalíció
- Association of Public and Land-grant Universities
- Kutatókönyvtárak Központja
- Scholarly Publishing and Academic Resources Coalition
- International Council for Open and Distance Education
- Council on Governmental Relations

## Leányszervezetek
Az egyetem alá az alábbi szervezetek tartoznak:
- Gyermekek, Fiatalok és Családok Frances McClelland Intézete
- Gyermekek, Fiatalok és Családok Intézete
- Arizonai Űrkutatás-támogatási Konzorcium
- Lunar and Planetary Laboratory
- Eller College of Management
- University of Arizona College of Medicine
- University of Arizona College of Medicine Phoenix
- James E. Rogers Jogi Egyetem
- University of Arizona Museum of Art
- Center for Buddhist Studies

## Ingatlanok és szervezetek
Az egyetem alá az alábbi ingatlanoknak és szervezeteknek a tulajdonosa:
- Bioszféra 2
- Arizona Stadion
- McKale Központ
- Arizonai Állami Múzeum
- Bear Down Tornacsarnok
- Controlled Environment Agriculture Center
- Jerry Kindall Field at Frank Sancet Stadium
- KUAZ
- Rita Hillenbrand Emlékstadion
- Arizonai Egyetem Költészeti Központ
- KUAT-FM

## Híres diákok
Az Arizonai Egyetemen több híresség is tanult, közülük néhányat az alábbi táblázat tartalmaz:
| Név                    | Tisztség | Születési idő         | Halálozási idő       | Kép |
| ---------------------- | --- | --------------------- | -------------------- | --- |
| Aaron Gordon           | kosárlabdázó | 1995. szeptember 16.  |                      |     |
| Andre Iguodala         | kosárlabdázó | 1984. január 28.      |                      |     |
| Armin Joseph Deutsch   | csillagász író sci-fi író regényíró | 1918. január 25.      | 1969. november 11.   |     |
| Barbara Kingsolver     | regényíró költő esszéíró író | 1955. április 8.      |                      |     |
| Barry Goldwater        | politikus katonatiszt fotográfus üzletember pilóta                                                                                               | 1909-01-02 1909-01-01 | 1998. május 29.      |     |
| Bill Mensch            | mérnök informatikus | 1945. február 9.      |                      |     |
| Bob Dole               | politikus ügyvéd jogász | 1923. július 22.      | 2021. december 5.    |     |
| Brian P. Schmidt       | csillagász professzor fizikus asztrofizikus egyetemi oktató                                                                                      | 1967. február 24.     |                      |     |
| Caroline Rhea          | humorista forgatókönyvíró szinkronszínész televíziós producer műsorvezető filmszínész                                                            | 1964. április 13.     |                      |     |
| Cecily von Ziegesar    | író regényíró gyermekkönyvíró | 1970. június 27.      |                      |     |
| Craig T. Nelson        | színész filmszínész televíziós színész karatéka előállító rendező szinkronszínész forgatókönyvíró humorista író                                  | 1944. április 4.      |                      |     |
| David Foster Wallace   | író regényíró esszéíró egyetemi oktató | 1962. február 21.     | 2008. szeptember 12. |     |
| Deandre Ayton          | kosárlabdázó | 1998. július 23.      |                      |     |
| Dennis DeConcini       | politikus ügyvéd | 1937. május 8.        |                      |     |
| Dominic Frasca         | zeneszerző gitáros gitárművész | 1967. április 5.      |                      |     |
| Donald Roy Pettit      | űrhajós kémikus mérnök | 1955. április 20.     |                      |     |
| Francis Richard Scobee | katonatiszt űrhajós | 1939. május 19.       | 1986. január 28.     |     |
| Garry Shandling        | színész forgatókönyvíró filmproducer humorista televíziós producer filmszínész televíziós színész televíziós rendező filmrendező szinkronszínész | 1949. november 29.    | 2016. március 24.    |     |
| Gata Kamsky            | sakkozó | 1974. június 2.       |                      |     |
| Geraldo Rivera         | újságíró televízióműsor-vezető ügyvéd író rádiós műsorvezető talk show host szakíró politikai író politikai újságíró                             | 1943. július 4.       |                      |     |
| Greg Kinnear           | színész televíziós színész filmszínész újságíró forgatókönyvíró filmproducer szinkronszínész filmrendező                                         | 1963. június 17.      |                      |     |
| Henry Eyring           | kémikus egyetemi oktató | 1901. február 20.     | 1981. december 26.   |     |
| Howard W. Cannon       | politikus katonatiszt ügyvéd ügyész | 1912. január 26.      | 2002. március 6.     |     |
| James W. Christy       | csillagász | 1938. szeptember 15.  |                      |     |
| Jerry Bruckheimer      | filmproducer filmrendező televíziós producer vezető producer producer                                                                            | 1943. szeptember 21.  |                      |     |
| John Hughes            | forgatókönyvíró filmproducer filmrendező író filmforgatókönyv-író filmszínész                                                                    | 1950. február 18.     | 2009. augusztus 6.   |     |
| Jon Kyl                | politikus ügyvéd | 1942. április 25.     |                      |     |
| Joseph M. Acaba        | űrhajós tanár hidrogeológus | 1967. május 17.       |                      |     |
| Judith Rich Harris     | pszichológus | 1938. február 10.     | 2018. december 29.   |     |
| Kate Walsh             | televíziós színész filmszínész színházi színész modell                                                                                           | 1967. október 13.     |                      |     |
| Kourtney Kardashian    | modell előkelőség vállalkozó üzletember médiaszemélyiség színész televíziós színész ruhatervező híresség                                         | 1979. április 18.     |                      |     |
| Kristen Wiig           | humorista filmszínész filmproducer szinkronszínész forgatókönyvíró televíziós színész                                                            | 1973. augusztus 22.   |                      |     |
| Labina Mitevszka       | színész | 1975. október 11.     |                      |     |
| Lauri Markkanen        | kosárlabdázó | 1997. május 22.       |                      |     |
| Linda McCartney        | énekes fotográfus billentyűs felvételt készítő művész dalszerző filmrendező művész                                                               | 1941. szeptember 24.  | 1998. április 17.    |     |
| Mark André Goodfriend  | diplomata | 20th century          |                      |     |
| Mary Temple Grandin    | zoológus egyetemi tudós/kutató író aktivista szakíró egyetemi oktató forgatókönyvíró biológus                                                    | 1947. augusztus 29.   |                      |     |
| Michael Biehn          | filmszínész színész filmproducer televíziós színész modell forgatókönyvíró filmrendező                                                           | 1956. július 31.      |                      |     |
| Michael Everson        | nyelvész betűtervező kiadó személy | 1963. január 9.       |                      |     |
| Michael Martin         | filozófus egyetemi oktató | 1932. február 3.      | 2015. május 27.      |     |
| Neil Gehrels           | csillagász | 1952. október 3.      | 2017. február 6.     |     |
| Patty Kempner          | úszó | 1942. augusztus 24.   |                      |     |
| Paul J. Fannin         | politikus üzletember | 1907. január 29.      | 2002. január 13.     |     |
| Raúl Grijalva          | politikus | 1948. február 19.     | 2025. március 13.    |     |
| Richard Russo          | író forgatókönyvíró regényíró filmproducer színész                                                                                               | 1949. július 15.      |                      |     |
| Robert W. Kasten Jr.   | politikus | 1942. június 19.      |                      |     |
| Roger Smith            | filmszínész forgatókönyvíró televíziós színész filmproducer színész                                                                              | 1932. december 18.    | 2017. június 4.      |     |
| Sherwood Clark Spring  | űrhajós mérnök | 1944. szeptember 3.   |                      |     |
| Steve Kerr             | kosárlabdázó kosárlabdaedző üzletember | 1965. szeptember 27.  |                      |     |
| Stuart Allen Roosa     | katonatiszt űrhajós pilóta fedélzeti mérnök | 1933. augusztus 16.   | 1994. december 12.   |     |
| Thomas David Jones     | katonatiszt űrhajós pilóta | 1955. január 22.      |                      |     |
| Tony Hoagland          | író | 1953. november 19.    | 2018. október 23.    |     |
| Zeke Nnaji             | kosárlabdázó | 2001. január 9.       |                      |     |

## Galéria
- A kémiai kar épülete
- A Maricopa Hall
- Az Arizona Állami Múzeum bejárata
- A Gerard P. Kuiper Űrtudományos Központ
- A Repüléstechnikai és Gépészmérnöki Kar épülete
- A Flandrau Tudományos Központ és Planetárium
- Az Arizona Stadion
- Szökőkút az egyetem régi főépülete előtt
- A mérnöki kar épületének főbejárata
- A Douglass Épület
- Az egyetem legnagyobb könyvtára